# セルギー・キスリツァ
セルギー・オレホーヴィチ・キスリツァ（ウクライナ語: Сергій Олегович Кислиця、1969年8月15日 - ）は、ウクライナの外交官。2025年2月12日より外務第一副大臣。2019年12月から2024年12月まで国連ウクライナ代表、2014年から2020年まで外務副大臣を務めた。

## 経歴
キスリツァの外交官としての最初のキャリアは、ウクライナ外務省へのインターンだった。その後8年間、キスリツァは外交官として様々な役割を果たしてきた。その中には副大臣の特別補佐、ウクライナ外務省の第一副大臣、欧州評議会課長、駐ベルギー・オランダ・ルクセンブルク大使館の大使特別補佐官、NATOウクライナ加盟ミッションにおけるEU-ウクライナ間の窓口（ブリュッセル）、ウクライナ外務大臣首席補佐官、外務大臣顧問、ウクライナ外務省の顧問・特使グループなどがあった。
2001年、キスリツァはワシントンD.C.にある在米ウクライナ大使館の参事官となり、その後大使館の政治に関する公使参事官となった。
2006年、キスリツァはウクライナ外務省の国際機関局長に任命された。
2014年にキスリツァはウクライナの外務副大臣に任命された。ロシアによるクリミアの併合の際の副大臣であり、併合に対する国際社会への対応に関与した。2016年、キスリツァは特命全権大使に任命された。
キスリツァは2019年に国連ウクライナ代表に任命された。2021年6月17日よりトリニダード・トバゴウクライナ特命全権大使及びバハマウクライナ特命全権大使兼任。
2021年にキスリツァはウクライナの功労勲章（3等）を授与された。授与の理由として「ウクライナの国際協力の強化に対する多大な個人的貢献、長年の実りある外交活動と高い専門性」が挙げられた。
2024年12月21日、国連ウクライナ代表を解任された。
2025年2月12日、ウクライナ外務第一副大臣に任命された。

## 栄典
- 功労勲章（英語版）（2等） - 2025年7月21日[14]
- 功労勲章（英語版）（3等） - 2021年12月23日[12]